# Pristimera goetzei
Pristimera goetzei är en benvedsväxtart som först beskrevs av Ludwig Eduard Theodor Loesener, och fick sitt nu gällande namn av R.H.Archer. Pristimera goetzei ingår i släktet Pristimera och familjen Celastraceae. Inga underarter finns listade.